# Municipio de Santa María del Rosario
El municipio de Santa María del Rosario es un municipio de 482 habitantes situado en el Distrito de Tlaxiaco, Oaxaca, México.

## Demografía
En el municipio viven 482  personas, de las cuales 8% hablan una lengua indígena. TIene un grado de marginación alto, el 30.77% de la población vive en condiciones de pobreza extrema.

## Organización
Dentro del municipio se encuentran los siguientes poblados: 
| Nombre de la localidad  | Población 2010 |
| San Isidro el Rosario   | 79             |
| La Unión Vistahermosa   | 74             |
| Boca del Perro          | 64             |
| Segunda Sección         | 63             |
| Santa María del Rosario | 55             |
| San Pedro               | 35             |
| Las Margaritas          | 33             |
| Paraje Bersabé          | 28             |
| Buena Vista             | 21             |
| Primera Sección         | 21             |
| Los Vidales             | 7              |